# Guoqing (socken i Kina)
Guoqing (kinesiska: 郭庆, 郭庆乡) är en socken i Kina. Den ligger i den autonoma regionen Tibet, i den sydvästra delen av landet, omkring 570 kilometer öster om regionhuvudstaden Lhasa. Antalet invånare är 4 937. Befolkningen består av 2 465 kvinnor och 2 472 män. Barn under 15 år utgör 29,0 %, vuxna 15-64 år 65 %, och äldre över 65 år 5,0 %.
Genomsnittlig årsnederbörd är 846 millimeter. Den regnigaste månaden är juli, med i genomsnitt 132 mm nederbörd, och den torraste är december, med 3 mm nederbörd.